# Valorbiquet
Valorbiquet ist eine französische Gemeinde mit 2.465 Einwohnern (Stand: 1. Januar 2022) im Département Calvados in der Region Normandie. Sie gehört zum Arrondissement Lisieux und zum Kanton Livarot-Pays-d’Auge.
Die Gemeinde entstand im Zuge einer Gebietsreform zum 1. Januar 2016 durch die Fusion von fünf ehemaligen Gemeinden, die nun Ortsteile von Valorbiquet darstellen. Saint-Cyr-du-Ronceray fungiert dabei als „übergeordneter Ortsteil“ als Verwaltungssitz.

## Gliederung
| Ortsteil                                  | ehemaliger INSEE-Code | Fläche (km²) | Einwohnerzahl (2016) |
| ----------------------------------------- | --------------------- | ------------ | -------------------- |
| La Chapelle-Yvon                          | 14154                 | 7,01         | 550                  |
| Saint-Cyr-du-Ronceray (Verwaltungssitz)00 | 14570                 | 4,03         | 719                  |
| Saint-Julien-de-Mailloc                   | 14599                 | 6,18         | 472                  |
| Saint-Pierre-de-Mailloc                   | 14647                 | 4,68         | 495                  |
| Tordouet                                  | 14693                 | 6,76         | 271                  |

## Sehenswürdigkeiten
| - La Chapelle-Yvon: - Schloss, Monument historique - Saint-Cyr-du-Ronceray: - Kirche Saint-Cyr-et-Sainte-Julitte - Saint-Julien-de-Mailloc: - Ruine eines Schlosses, Monument historique - Kirche Saint-Julien - Kapelle Notre-Dame-de-la-Délivrance | - Saint-Pierre-de-Mailloc: - Kirche Saint-Pierre - steinernes Kreuz, Monument historique - Tordouet: - Kirche Saint-Michel, Monument historique - Herrenhaus, Monument historique - Lavoir |

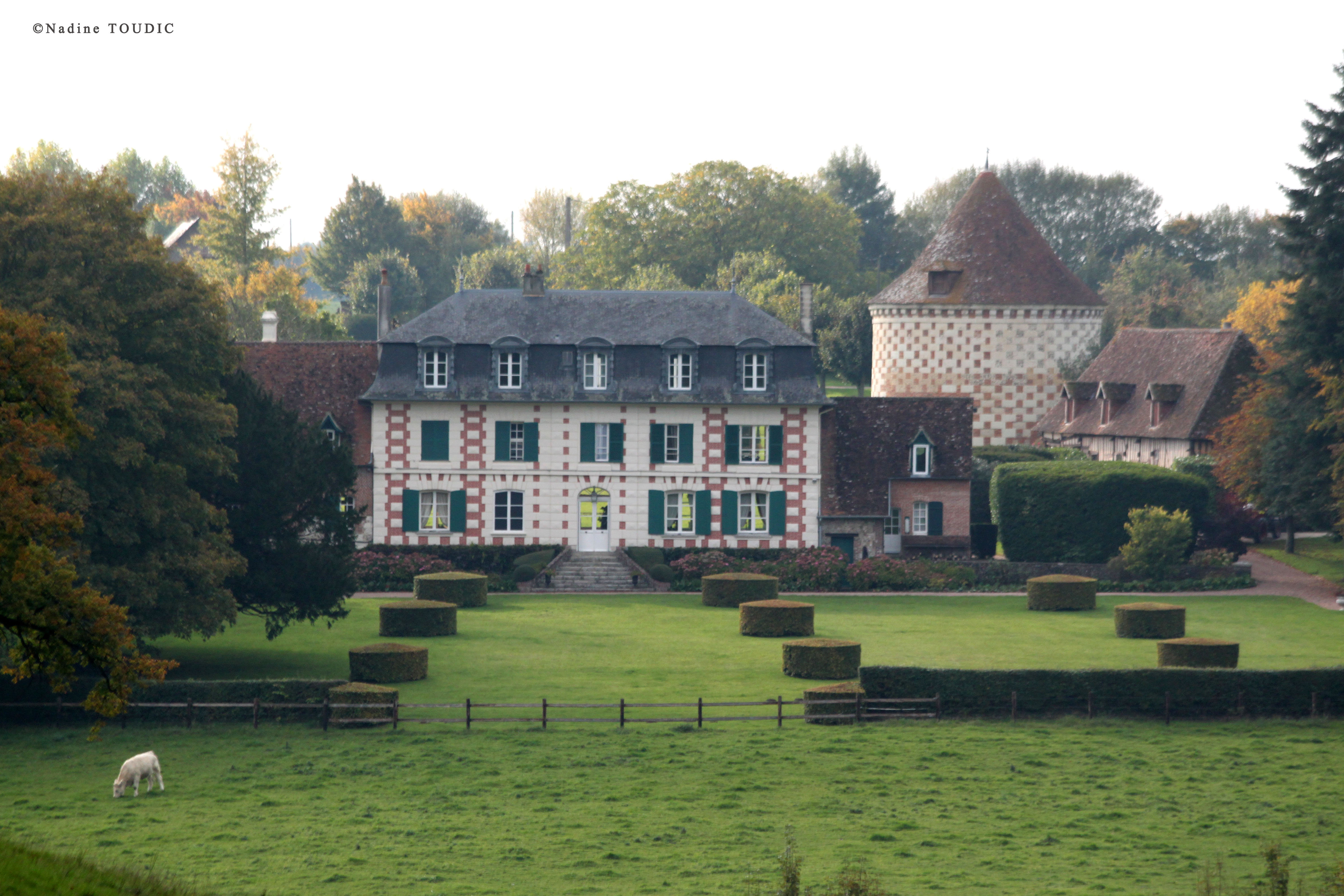
Blick auf das Schloss in La Chapelle-Yvon
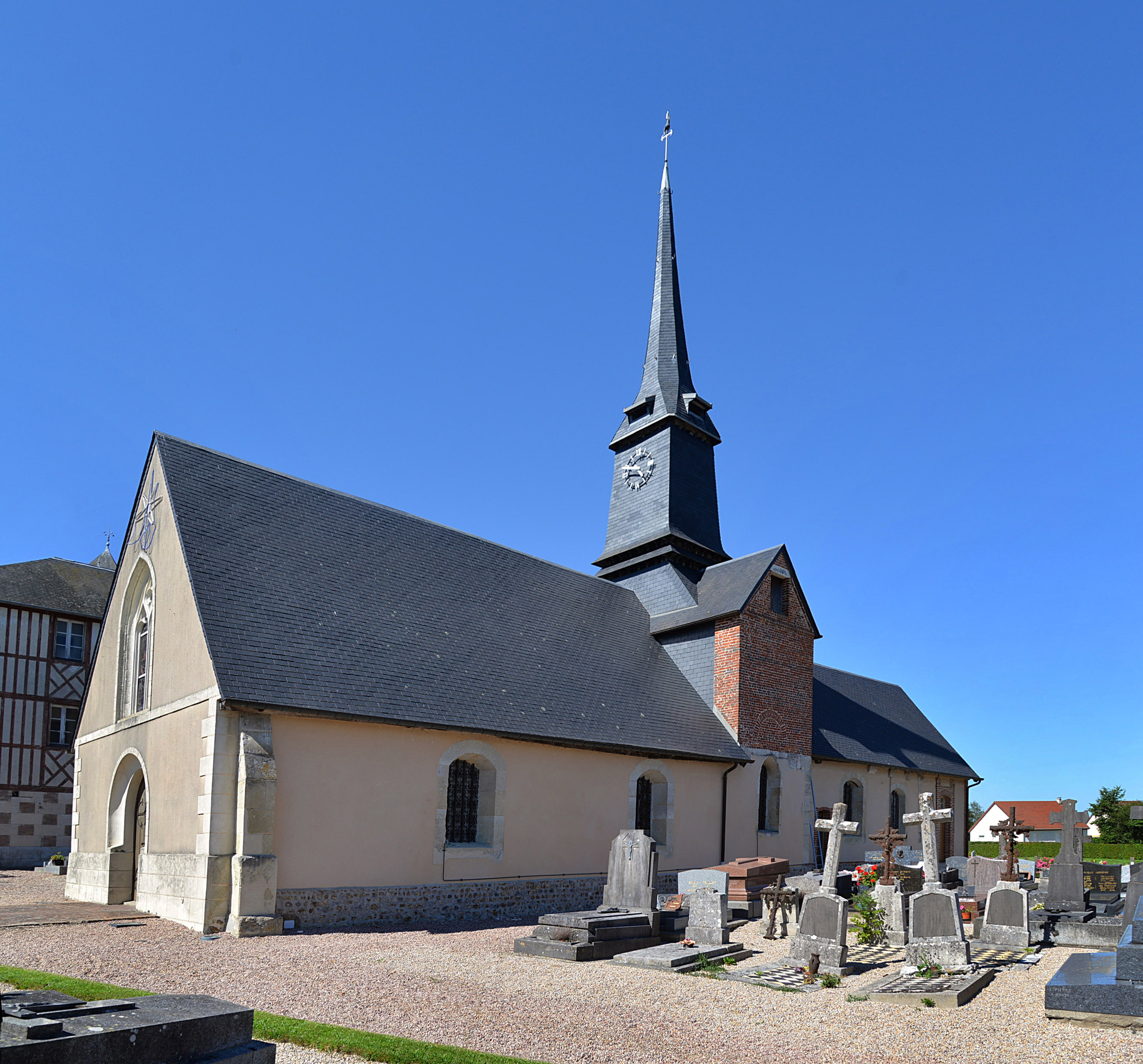
Kirche Saint-Cyr-et-Sainte-Julitte in Saint-Cyr-du-Ronceray
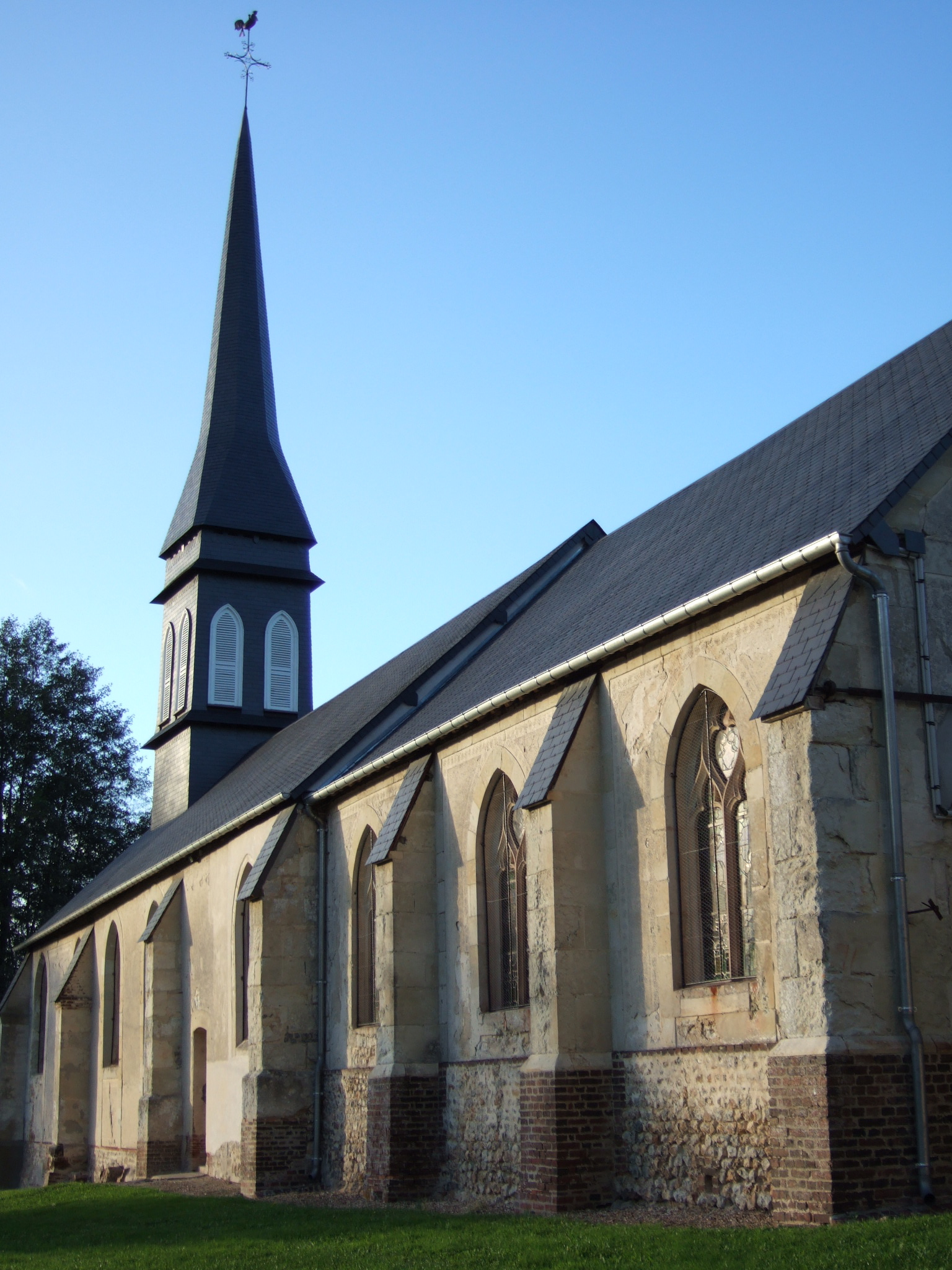
Kirche Saint-Julien in Saint-Julien-de-Mailloc
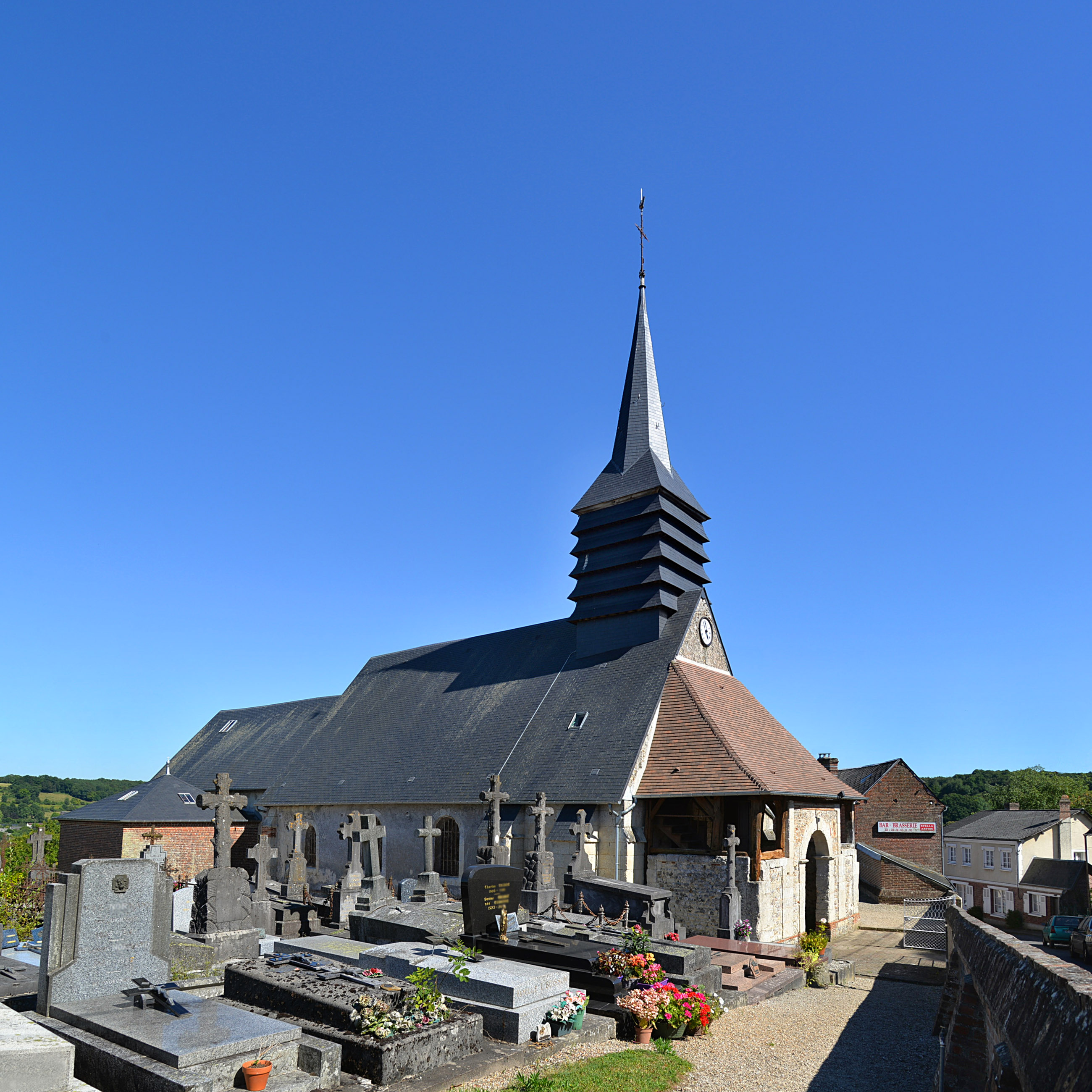
Kirche Saint-Pierre in Saint-Pierre-de-Mailloc